# Ивановка (Тюхтетский район)
Ивановка — деревня в Тюхтетском районе Красноярского края России. Входит в состав Леонтьевского сельсовета. Находится на правом берегу реки Даниловка, примерно в 12 км к западу-северо-западу (WNW) от районного центра, села Тюхтет, на высоте 180 метров над уровнем моря.

## Население
| 2010 |
| ---- |
| 0    |

По данным Всероссийской переписи, в 2010 году постоянное население в деревне отсутствовало.